# Luis Bossay Leiva
Luis Bossay Leiva (Valparaíso, 3 december 1912 - Santiago, 7 augustus 1986) was een Chileens politicus.
Bossay voltooide in 1935 zijn rechtenstudie. Hij richtte een bedrijf op dat zich bezighield met de invoer van elektronica. Vanaf zijn jeugd was hij actief binnen de lokale jeugdafdeling van de Partido Radical (Radicale Partij) in Valparaíso. In 1941 werd hij in de Kamer van Afgevaardigden gekozen. Hij bleef afgevaardigde tot 1953. In dat laatste jaar werd hij in de Senaat gekozen. Na de staatsgreep van Pinochet werd het Nationaal Congres van Chili ontbonden en verloor Bossay zijn zetel in de Senaat. In 1971 trad hij uit de radicale partij sloot hij zich aan bij de Partido de Izquierda Radical (Partij van Linkse Radicalen), een partij die - ondanks de naam doet vermoeden - rechts van de Partido Radical stond.
Van 1946 tot 1947 was hij minister van Arbeid en in 1947 bekleedde hij voor enkele maanden de ministerspost van Economische Zaken en Handel.
In 1958 was Bossay presidentskandidaat namens de Partido Radical. Hij verkreeg 15,4% van de stemmen en strandde daarmee in de eerste ronde.
Bossay overleed op 73-jarige leeftijd.